# Internazionali di Tennis di Baviera 2008
Gli Internazionali di Tennis di Baviera 2008 sono stati un torneo di tennis giocato sulla terra rossa. È stata la 93ª edizione del torneo, facente parte della categoria International Series nell'ambito dell'ATP Tour 2008. Si è giocato a Monaco in Germania, dal 28 aprile al 4 maggio.

## Partecipanti

### Teste di serie
| Nazionalità | Giocatore             | Ranking | Testa di serie |
| ----------- | --------------------- | ------- | -------------- |
| Francia     | Paul Henri Mathieu    | 12      | 1              |
| Cile        | Fernando González     | 15      | 2              |
| Germania    | Philipp Kohlschreiber | 31      | 3              |
| Russia      | Igor' Andreev         | 32      | 4              |
| Germania    | Tommy Haas            | 35      | 5              |
| Italia      | Andreas Seppi         | 45      | 6              |
| Belgio      | Steve Darcis          | 46      | 7              |
| Croazia     | Marin Čilić           | 52      | 8              |

### Altri partecipanti
I seguenti giocatori hanno ricevuto una wildcard per il tabellone principale:
- Marat Safin
- Daniel Brands
- Matthias Bachinger

I seguenti giocatori sono passati dalle qualificazioni:

- Younes El Aynaoui
- Gianluca Naso
- Rainer Eitzinger
- Alexandre Sidorenko
- Júlio Silva (lucky loser)
- Marat Safin (lucky loser)
- Ivo Klec (lucky loser)

## Campioni

### Singolare
Fernando González ha battuto in finale  Simone Bolelli con il punteggio di 7–6(4), 6(4)–7, 6–3

### Doppio
Michael Berrer /  Rainer Schüttler hanno battuto in finale  Scott Lipsky /  David Martin con il punteggio di 7–5, 3–6, 10–8